# 紀平正美
紀平 正美（きひら ただよし、1874年4月30日 - 1949年9月19日）は、日本の哲学者。文学博士。学習院教授、国民精神文化研究所哲学科所員。帝大七生社代表。
日本におけるヘーゲル哲学研究の先駆者。主著に『行の哲学』、『日本精神』など。三重県出身。

## 人物
1874年、三重県で生まれた。第四高等学校を経て、東京帝国大学文科大学哲学科に進学。1900年に卒業。
1905年より小田切良太郎と共にゲオルク・ヴィルヘルム・フリードリヒ・ヘーゲル『哲学体系』を翻訳して掲載し、日本への紹介を始めた。ヘーゲルの『哲學大辭書』（1912年）の編纂においては論理学・認識論に関する記事の執筆を担当した。國學院大學・東洋大学などでの講師を経て、1919年に学習院教授に就任。
1925年、帝大七生社の結成に参加し、代表となった。1932年に国民精神文化研究所が設立されると、研究部哲学科の所員となった。後に同所事業部長も務めた。1936年、同研究所が『国体の本義』の編纂を進めると、編纂委員を務めた。戦時下においては国民精神文化研究所が国民精神を鼓吹する中心的存在となることが期待され、その理論部分において主要メンバーの一人であった。
戦後、GHQにより研究所は解体され、公職追放を受けた。1949年に死去。

## 研究内容・業績
日本にヘーゲルの哲学を紹介した先駆けである。ヘーゲルの弁証法を用いて仏教や儒教といった東洋思想の再編を試みた。

## 著作
著書
- 紀平, 正美『人格の力―修養の方法』同文館、1906年6月。全国書誌番号:40002667。
- 紀平, 正美『最新論理学綱要』弘道館、1907年10月。全国書誌番号:40000243。
- 紀平, 正美『認識論』岩波書店〈哲学叢書〉、1915年。全国書誌番号:43021596。
- 『哲学概論』（岩波書店、1915年）
- 紀平, 正美『自我論』大同館書店、1916年。 NCID BN05804816。
- 紀平, 正美『無門関解釈』岩波書店、1918年。全国書誌番号:60008011。
- 紀平, 正美『行の哲学』岩波書店、1923年。 NCID BN01457925。
- 紀平, 正美『三願転入の論理』光明閣・ほか、1927年。 NCID BN0582879X。全国書誌番号:46091022。
- 紀平, 正美『論理学及哲学の基礎概念』山海堂出版部、1928年。 NCID BN09475465。全国書誌番号:47028946。
- 紀平, 正美『哲学講話』イデア書院、1929年。全国書誌番号:47027337。
- 紀平, 正美『哲学早わかり』帝国教育会出版部〈現代生活叢書〉、1929年。全国書誌番号:44008814。
- 紀平, 正美『日本精神』岩波書店、1930年。全国書誌番号:47014314。
- 紀平, 正美『日本精神と教化運動』中央教化団体聯合会〈教化資料〉、1931年。全国書誌番号:44024682。
- 紀平, 正美、安岡, 正篤『国体の真意義・日本の国体』青年教育普及会、1932年。
- 紀平, 正美『日本精神に関する一考察』章華社、1933年。全国書誌番号:47014377, 44024682。
- 紀平, 正美、小島, 威彦『真理とは何ぞや』国民精神文化研究所〈国民精神文化研究 ; 第2冊〉、1934年。全国書誌番号:54009080。
- 紀平, 正美『我が青年諸兄に告ぐ:国民精神文化類輯』 第1輯、日本文化協会、1934年。全国書誌番号:46088583。
- 紀平, 正美『皇国日本のすがた』皇訓協会出版部〈皇訓叢書〉、1935年。全国書誌番号:44061074。
- 紀平, 正美『祭祀と日本精神』全国神職会、1935年。全国書誌番号:44022106。
- 紀平, 正美『知の組織と行の組織』日本文化協會出版部〈日本文化小輯〉、1935年2月。全国書誌番号:21392117。
- 紀平, 正美『蓮華王座』國民精神文化研究所〈國民精神文化研究〉、1935年。全国書誌番号:21377542。
- 紀平, 正美『国体と帝国憲法』日本文化協会、1936年。全国書誌番号:46053237。
- 紀平, 正美 著、文部省思想局 編『吉田松陰の留魂録』日本文化協会、1936年。全国書誌番号:46068152。
- 紀平, 正美『自証過程としての歴史 日本歴史の本質』国民精神文化研究所〈国民精神文化研究〉、1937年。全国書誌番号:54009058。
- 紀平, 正美『修理固成の論理 古事記の哲学』国民精神文化研究所、1937年。全国書誌番号:46053206。
- 紀平, 正美『如何に死すべきか』日本講演通信社、1937年。全国書誌番号:44020142。
- 紀平, 正美 著、文部省思想局 編『日本精神の由来』青年教育普及会、1937年。全国書誌番号:46053343。
- 紀平, 正美 著、国民精神文化研究所 編『国体と時局』国民精神文化研究所、1937年。全国書誌番号:46055413。
- 紀平, 正美 著、文部省教学局 編『道元と日本の禅』教学局、1937年。全国書誌番号:460681532。
- 紀平, 正美 著、文部省思想局 編『山鹿素行の配所殘筆』日本文化協会、1937年。全国書誌番号:46068158。
- 紀平, 正美『日本精神と自然科学』日本文化協会、1937年。全国書誌番号:440315702。
- 紀平, 正美『我が国体に於ける和』教学局、1938年。全国書誌番号:46053412。
- 紀平, 正美『知と行』弘文堂、1938年。全国書誌番号:46064482。
- 紀平, 正美、山本, 饒『学者の本分』弘文堂国民精神文化研究所〈国民精神文化研究8〉、1938年。全国書誌番号:54010652。
- 紀平, 正美『時局と日本精神』大谷出版協会〈東本願寺文庫〉、1938年。全国書誌番号:44062640。
- 紀平, 正美 著、文部省教学局 編『偉大なる神話』教学局〈教学叢書〉、1939年。全国書誌番号:44028740。
- 紀平, 正美『国体と哲学』理想社出版部、1940年。全国書誌番号:46053755。
- 紀平, 正美『なるほどの哲学』国民精神文化研究所、1941年。全国書誌番号:54010658。
- 紀平, 正美『なるほどの哲学』畝傍書房、1942年。全国書誌番号:46001214。
- 紀平, 正美『日本的なるもの』目黒書店〈教学新書〉、1941年。全国書誌番号:46001217。
- 紀平, 正美『なるほどの論理学』国民精神文化研究所〈国民精神文化研究〉、1942年。全国書誌番号:54010660。
- 紀平, 正美『なるほどの論理学』畝傍書房、1942年。全国書誌番号:46001103。
- 紀平, 正美『臣民の道通義』皇國青年教育協會、1942年4月。全国書誌番号:20857475。
- 紀平, 正美『つとめの意識』目黒書店、1942年。全国書誌番号:460431103。
- 紀平, 正美『皇国史観』皇国青年教育協会、1943年。全国書誌番号:46004157。
- 紀平, 正美『臣道実践と農村婦人の立場』柴山教育出版社、1944年。全国書誌番号:46002224。
- 紀平, 正美『萌え騰る日本』明世堂書店、1944年。全国書誌番号:46000497。
- 紀平, 正美『人と文化 哲学及び論理学の基礎概念』鳳文書林、1948年。全国書誌番号:46001102。
- 紀平, 正美『論理学』鳳文書林、1949年。全国書誌番号:49001143。
- 紀平, 正美『論理学』鳳文書林、1949年。全国書誌番号:46001104。

論文
- 「國民敎育について」『教育』第1巻 1号、1933年

翻訳
- チアルス・エフ・ダーシー 著、紀平正美、八木沼源八・共 訳『倫理学綱要』大同館、1919年。全国書誌番号:43025413, 46001104。

## 資料
- 大鹿勝之「紀平正美と日本精神：津田左右吉、和辻哲郎の議論に関連して」『東洋学研究』57, 454-436頁.doi